# 高阳郡 (东晋)
高阳郡，中国东晋、南朝宋时设置的郡。

## 建置沿革
东晋在建康（今江苏省南京市）侨置高阳郡，下辖博陆县、北新城县，属冀州。东晋末年收复山东半岛后，在乐安县（今山东省邹平县东北）。刘宋改治在高阳县（今山东淄博市临淄西北三十里北高阳）。领安平、饶阳、邺、高阳、新城等五县。后来被北魏占领，属青州。北齐废高阳郡。

## 人口
- 宋孝武帝大明八年（464年），高陽郡有2297戶、14725口。[2]
- 東魏孝靜帝武定中（543年－550年），高陽郡有6332戶、17667口。[3]

## 行政長官

### 高陽內史（397年－420年）
- 劉鍾，字世之，彭城彭城人，晉安帝義熙中在任。[4]
- 向靖，字奉仁，小字彌，河內山陽人，晉安帝義熙十年（414年）至十一年（415年）在任。[5]

### 高陽太守（420年－556年）
- 劉乘民，宋明帝泰始元年（465年）前後在任。[6]
- 劉文曄，平原人，北魏宣武帝時在任。[7]
- 元譚，河南洛陽人，北魏宣武帝時在任。[8]
- 杜祖悅，字士豁，京兆人，北魏孝明帝時在任。[9]
- 厙狄峙，遼東人。[10]
- 房悅，字季欣，清河人。[11]
- 崔仲文，清河東武城人。[12]

## 國主
- 高陽王司馬文深，397年－401年在位。
  - 高陽王司馬法蓮（繼子），406年－420年在位。